# Cleorodes virgini
Cleorodes virgini là một loài bướm đêm trong họ Geometridae.